# IC 815
IC 815 هو اصطدام مجري، يقع في كوكبة العذراء، يقدر بعده عن مجرة درب التبانة بنحو 595 مليون سنة ضوئية ويقدر قطره بحوالي 85 ألف سنة ضوئية، وقد تم اكتشافه في 23 أبريل 1892.

## روابط خارجية
- IC 815 على موقع ويكي سكاي: DSS2, SDSS, GALEX, IRAS, Hydrogen α, X-Ray, Astrophoto, Sky Map, Articles and images